# Algidus marmoratus
Genre
Espèce
Algidus marmoratus, unique représentant du genre Algidus, est une espèce d'araignées aranéomorphes de la famille des Lycosidae.

## Distribution
Cette espèce est endémique du Venezuela.

## Description
La femelle holotype mesure 5 mm.

## Publication originale
- Simon, 1898 : Histoire naturelle des araignées. Paris, vol. 2, p. 193-380 (texte intégral).